# Фитосанитарен контрол
Фитосанитарният контрол е комплекс от мероприятия за предотвратяване на проникването и разпространението на вредители по растенията и растителните продукти на определена територия. Фитосанитарният контрол в Република България се осъществява от Българската агенция по безопасност на храните.
Фитосанитарният контрол се осъществява от специалисти – агрономи, фитопатолози, микробиолози и други, чрез:
- граничен контрол и ДДД-мероприятия на внасяните растения и растителни продукти;
- скрининг и мониторинг на вредителите по растенията и растителните продукти;
- налагане на ограничения – карантина, възбрана и други, относно вноса, търговията и транспорта на растения и растителни продукти.